# Aditivo
Aditivo é uma substância adicionada para melhorar o rendimento de uma propriedade. Existem aditivos para diversas finalidades, dependendo de qual uso será feito. Exemplos  na construção cívil: cimento, tintas, concreto e etc. Exemplos nos combustíveis: gasolina, álcool, diesel. Exemplos nos lubrificantes: graxa e óleo lubrificante.
A palavra aditivo é utilizada também em alguns contratos, convênios e processos. Nesse caso usa-se termo aditivo, que significa um documento usado para alterar, modificar ou corrigir uma cláusula contratual.